# Liste des épisodes de Chips

Cette page présente la liste des épisodes de la série télévisée américaine Chips (CHiPs).

## Première saison (1977-1978)
1. CHiPs (Pilot)
2. Vol à la dépanneuse (Undertow)
3. Un chien encombrant (Dog Gone)
4. Conduite dangereuse (Moving Violation)
5. Ponch retourne à l'école (Career Day)
6. Bébé en danger (Baby Food)
7. Ravage au péage (Taking Its Toll)
8. Le voleur aux mains vertes (Green Thumb Burglar)
9. Contestations (Hustle)
10. Bandits de grand chemin (Highway Robbery)
11. Dites un prix (Name Your Price)
12. Poids lourds au poids (Aweigh We Go)
13. Un flic de trop (One Two Many)
14. Voleurs de bétail (Rustling)
15. Motosurf (Surf’s Up)
16. Récolte 54 (Vintage '54)
17. Les auto-stoppeuses (Hitch-Hiking Hitch)
18. Fausses alertes (Cry Wolf)
19. Régime jockey (Crash Diet)
20. Jour de pluie (Rainy Day)
21. Attaques à la chaîne (Crack-Up)
22. Monsieur je sais tout (Flashback)

## Deuxième saison (1978-1979)
1. Montagnes et vallées (Peaks and Valleys)
2. Les volontaires (The Volunteers)
3. Crise familiale (Family Crisis)
4. Patrouille catastrophe (Disaster Squad)
5. Conduite Dangereuse (Neighborhood Watch)
6. Drôle de tour (Trick or Trick)
7. Ambition (High Flyer)
8. L'Envieux (The Grudge)
9. Le Cheik (The Sheik)
10. Le retour des Turcs (Return of the Turks)
11. Supercycle (Supercycle)
12. Explosif dangereux (High Explosive)
13. Un drôle d'horloger (Down Time)
14. Un travail de tout repos (Repo Man)
15. Accident mortel (Major Accident Investigation Team)
16. Tension maximale (Pressure Point)
17. Les marieurs (The Matchmakers)
18. Rendez-vous à la banque (Rally 'Round the Bank)
19. Biorythmes (Biorythms)
20. Quarantaine (Quarantine)
21. CHP-BMX (CHP-BMX)
22. Sur le tourbillon (Ride the Whirlwind)
23. Épisode inédit en France (The Greatest Adventures of CHiPs)

## Troisième saison (1979-1980)
1. Le disco - 1re partie (Roller Disco - Part 1)
2. Le disco - 2e partie (Roller Disco - Part 2)
3. Chacun chez soi (Valley Go Home)
4. Le carburant disparaît (High Octane)
5. Surveillance (Death Watch)
6. Bien mal acquis (Counterfeit)
7. Le roi des casse-cou (The Return of the Supercycle)
8. À fond la caisse (Hot Wheels)
9. Madame - 1re partie (Drive, Lady, Drive - Part 1)
10. Madame - 2e partie (Drive, Lady, Drive - Part 2)
11. Le surveillant chef (The Watch Commander)
12. La folie destructrice (Destruction Derby)
13. Rien n'est perdu (Second Chance)
14. Un homme averti (Wheeling)
15. Vive Noël (Christmas Watch)
16. Attention danger (Jailbirds)
17. Quand c'est l'heure (E. M. T.)
18. Drôle de rançon (Kidnap)
19. Petits chemins (Off Road)
20. La dépanneuse (Two Truck Lady)
21. Une grande idée (The Stippers)
22. Quel spectacle ! (Thrill Show)
23. L'ange de la miséricorde (Nightingale)
24. De la dynamite (Dynamite Alley)

## Quatrième saison (1980-1981)
1. La course folle (Go-Cart Terror)
2. Et un de moins ! (Sick Leave)
3. La nausée (To Your Health)
4. Les prédateurs (The Poachers)
5. La B.A. - 1re partie (The Great 5K Star Race and Boulder Wrap Party - Part 1)
6. La B.A. - 2e partie (The Great 5K Star Race and Boulder Wrap Party - Part 2)
7. Les anges de Satan (Satan’s Angels)
8. Le glaive et la balance (Wheels of Justice)
9. Coup de folie (Crash Course)
10. Salut des routiers (Forty Tons of Trouble)
11. Police, au secours ! (11-99: Officer Needs Help)
12. Escroquerie à l'assurance (Home Fires Burning)
13. Les requins (Sharks)
14. Ponch et consort - 1re partie (Ponch's Angels - Part 1)
15. Ponch et consort - 2e partie (Ponch's Angels - Part 2)
16. Les arts martiaux (Karate)
17. Le petit nouveau (New Guy in Town)
18. À bas la chasse (The Hawk and the Hunter)
19. Service spécial (Vigilante)
20. Le cadavre (Dead Man's Riddle)
21. La routine (A Simple Operation)

## Cinquième saison (1981-1982)
1. Cascades d'enfer (Suicide Stunt)
2. Les vagabonds (Vagabonds)
3. Clair de lune (Moonlight)
4. L'assassin (The Killer Indy)
5. Tous les coups sont permis (Weed Wars)
6. Que la vérité (Anything But the Truth)
7. La bombe (Bomb Run)
8. Coup de force (Diamond in the Rough)
9. À celui qui le trouve (Finders Keepers)
10. De l'argent facile (Fast Money)
11. Concours d’élégance (Concours d’Elegance)
12. À tout va (Mitchell & Woods)
13. Point de rupture (Breaking Point)
14. Les tigres sont dans la rue (Tiger in the Street)
15. Les éclats (Bright Flashes)
16. La petite guerre (Battle of the Bands)
17. Danger de mort (Alarmed)
18. Dans les meilleures familles (In the Best of Families)
19. Le silence (Silent Partner)
20. Les sens du devoir (Fare Up)
21. Le jeu de la guerre (The Game of War)
22. La grande menace (A Threat of War)
23. Entraînés au pire (Trained for Trouble)
24. Le glacier (Ice Cream Man)
25. Surchargés (Overload)
26. K-9–1 (K-9-1)
27. État de crise (Force Seven)

## Sixième saison (1982-1983)
1. La relève (Meet the New Guy)
2. Trop juste (Tight Fit)
3. L'extraterrestre (The Spaceman Made Me Do It)
4. Ça chauffe (Rock Devil Rock)
5. La folie du jeu (Speedway Fever)
6. La différence (Something Special)
7. La manifestation (This Year's Riot)
8. Au quart de tour (Head Over Heels)
9. Le grand retour (Return to Death's Door)
10. Le frisson (Fallout)
11. Le grand jour (Day of the Robot)
12. Quelle soirée ! (Hot Date)
13. Un grand moment (High Times)
14. Curiosité (Country Action)
15. Un voyage insolite (Journey to a Spacecraft)
16. Rien n'est impossible (Fox Trap)
17. Pas de trace (Brat Patrol)
18. À plein gaz (Firepower)
19. Le fou rire (Fun House)
20. Une amitié encombrante (Fast Company)
21. Le monstre de la nuit (Things That Go Creeping the Night)
22. Le renouveau (Return of the Brat Patrol)